# Tříkrálová deklarace
Tříkrálová deklarace byla prohlášením generálního sněmu českých poslanců říšské rady, zemských sněmů historických českých zemí se spoluúčastí představitelů české kultury ze dne 6. ledna 1918, požadující autonomii pro Čechy a Slováky a jejich spojení v jeden státní celek v rámci Rakousko-Uherska.

## Události, které předcházely Tříkrálové deklaraci
Po bolševické revoluci 7. listopadu 1917 (25. října podle starého ruského kalendáře), tj. 8. listopadu 1917 schválil II. všeruský kongres dělnických a vojenských sovětů výzvu všem národům světa k uzavření míru. Dne 10. listopadu zveřejnily noviny v Rakousko-Uhersku Dekret o míru, který vyzýval k zahájení mírových jednání o uzavření „spravedlivého, demokratického míru bez anexí a kontribucí“. Na základě nabídky k jednání ruské bolševické vlády byla v Brestu Litevském zahájena mírová jednání. Jednání měla odezvu ve vnitropolitické situaci a naopak. Na ruský návrh, aby právo na sebeurčení národů bylo rozhodnuto lidovým hlasováním ministr hrabě Czernin odpověděl, že státní příslušnost národů, které nemají státní samostatnost musí být řešena v rámci ústavy států, ve kterých žijí. Čeští poslanci na toto prohlášení reagovali 6. ledna 1918 Tříkrálovou deklarací, ve které byla propagována myšlenka svrchovanosti a právo na obhájení svých práv na mírovém kongresu. Němečtí poslanci z českých zemích na to reagovali požadavkem na vytvoření samostatné provincie Deutschböhmen, oddělené od českého státu. Kritická v Rakousko-Uhersku byla situace hospodářská a v zásobování obyvatelstva.

## Reakce
Premiér Ernst Seidler nařídil Deklaraci konfiskovat. Přesto se dále šířila mezi lidmi a nakonec byla přečtena v parlamentu, čímž získala imunitu, takže ji mohly otisknout noviny.
Na Tříkrálovou deklaraci se odvolává v úvodní části Washingtonské deklarace T. G. Masaryk. 